# Aplocera vivesi
Aplocera vivesi is een vlinder uit de familie spanners (Geometridae). De wetenschappelijke naam is voor het eerst geldig gepubliceerd in 1998 door Exposito Hermosa.
De soort komt voor in Europa.